# Аквариум +
«Аквариум +» — двадцать второй альбом российской группы «Аквариум». Появился в продаже 3 декабря 2013, днём позже был выложен на сайте kroogi.com. В ограниченное издание альбома включён бонус-сингл «Праздник урожая во дворце труда». В альбом вошли композиции, написанные в разные годы, большинство из которых ранее не записывались в студии, однако исполнялись на концертах и хорошо известны поклонникам группы.

## История создания
По словам Гребенщикова, альбом был задуман как 22-й в коллекционном издании, представляющем собой антологию всех номерных альбомов группы в одной коробке. Коробку было решено выпустить к 60-летнему юбилею Гребенщикова, соответственно, на протяжении некоторого времени перед этим будущий юбиляр, работая в различных студиях по всему миру и привлекая разнообразных музыкантов, записывал для нового альбома предварительно отобранные «раритетные» песни группы. Продюсером альбома выступил «легендарный мастер звука» Митчелл Фрум, работавший с такими музыкантами, как Элвис Костелло, Пол Маккартни (альбом ‘Flowers In The Dirt’) и Шерил Кроу, с которым Гребенщиков в это время записывал песни для альбома «Соль». Несмотря на то, что в записи некоторых песен музыканты тогдашнего состава «Аквариума» практически не участвовали, «Аквариум +» считается полноценным альбомом группы, по словам Гребенщикова «это всё равно „Аквариум“, все песни нами вместе прослушаны и одобрены; но главное — не это; главное это то, что магия группы на месте».

## Оценка критиков
Альбом был неоднозначно воспринят критиками. А. Мажаев («InterMedia»), сравнивая альбом с вышедшим в это же время синглом «Праздник урожая во дворце труда», отдаёт предпочтение последнему, критикуя альбом за отсутствие «нерва и драйва». «…Не отпускает ощущение, — замечает критик, — что эту благостную юбилейную компиляцию записывал и составлял не настоящий БГ…». Д. Мех («Репродуктор»), в целом приветствуя появление альбома, констатировал невысокое внимание к нему в информационном пространстве и отсутствие на нём новых песен и партий вернувшего в коллектив Алексея Зубарева, на основании чего сделал вывод, что альбом является не началом нового этапа развития группы, а скорее взглядом в прошлое. Анализируя музыкальную составляющую альбома, критик обратил внимание на преобладание духовых инструментов в аранжировках, кроме того, он заметил, что в целом альбом «оставляет приятное впечатление». Д. Прочухан (NEWSmuz.com) отметил высокое качество звука и грамотные аранжировки, а также преобладание спокойных композиций и то, что несмотря на отсутствие явных хитов, «релиз не является проходным».

## Список композиций
| №  | Название                         | Длительность |
| -- | -------------------------------- | ------------ |
| 1. | «Как движется лёд»               | 3:48         |
| 2. | «Молитва и пост»                 | 3:28         |
| 3. | «Рухнул»                         | 4:48         |
| 4. | «Сердце из песка»                | 2:59         |
| 5. | «Синее небо белые облака»        | 3:05         |
| 6. | «Сутра ледоруба»                 | 3:00         |
| 7. | «Кошка моря»                     | 4:26         |
| 8. | «Из хрустального захолустья»     | 4:07         |
| 9. | «Песнь весеннего восстановления» | 5:57         |

## Участники
- Борис Гребенщиков (БГ) — вокал голос, автор, акустика, доп.инструменты
- Борис Рубекин — все клавишные и клавишно-духовые
- Александр «Тит» Титов — все басовые партии
- Брайан Финнеган — флейта, бэк-вокал
- Лиам Брэдли — перкуссия, ударные

Приглашённые музыканты
- Майки Роу
- Стив Доннелли
- Пит Томас
- Дэвид Фарагер
- Вэл Маккаллум
- The Kickhorns
- Запись — j Boys d Boucher БРубекин
- Продюсер — Митчелл Фрум